# نیمف (زیست‌شناسی)

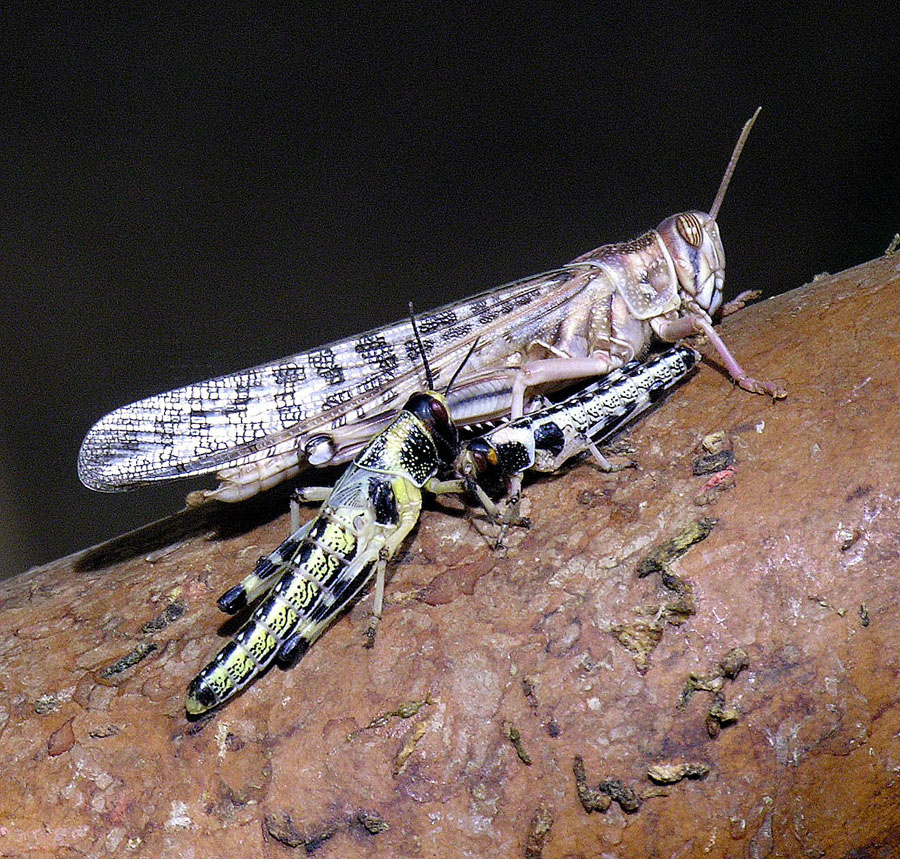
دو پوره ملخ دریایی در کنار یک بزرگسال

در زیست‌شناسی، پوره یا نوچه یا شفیره شکل نابالغ برخی از بی مهرگان، به ویژه حشرات است که قبل از رسیدن به مرحله بزرگسالی دچار دگردیسی تدریجی (دگردیسی ناقص) می‌شود. برخلاف لارو معمولی، شکل کلی پوره از قبل شبیه بزرگسالان است، به جز نداشتن بال (در گونه‌های بالدار). به علاوه، در حالی که پوره پوست‌اندازی می‌کند، هرگز وارد مرحله شفیرگی نمی‌شود. در عوض، آخرین پوست‌اندازی منجر به ایجاد یک حشره بالغ می‌شود. پوره‌ها چندین مرحله رشد را طی می‌کنند.
در برخی حشرات این چنین است، به عنوان مثال، در راست‌بالان (کریکت، ملخ و آفت‌ملخ)، نیمبالان (زنجره‌واران، پنج‌تکه‌واران، مگس سفید، شته‌ها، زنجرک‌ها، و غیره)، یک‌روزه‌ها، موریانه، سوسریان، آخوندک‌ها، بهاره‌ها و سنجاقکسانان (آسیابک و سنجاقک)

## رابطه با انسان
در ماهیگیری با مگس مصنوعی، این مرحله از حشرات آبزی پایه‌ای برای مجموعهٔ کاملی از الگوهای نوعی برای ماهی قزل‌آلا است. آنها بیش از نیمی از کل الگوهایی که به‌طور منظم در ایالات متحده ماهیگیری می‌کنند را تشکیل می‌دهند.